# Gjadër
Gjadër est un village du comté de Lezhë, au nord-ouest de l'Albanie. Avec la réforme du gouvernement local de 2015, il est devenu une partie de la municipalité de Lezhë.
Gjadër est connu pour l'ancienne base aérienne militaire rendue célèbre pendant la guerre froide.

## Histoire
D'après Report of a Visit to Parts of Turkey, Bar, Albania and Serbia (écrit par Marino Bizzi (en) (aussi Marin Bici), archevêque d'Antivari), Gjadër était à l'époque un village d'environ quatre-vingts maisons, dont la grande majorité était habitée par des catholiques romains, tandis que deux ou trois maisons étaient habitées par des musulmans. Selon le registre de 1890 du diocèse catholique romain de Sapë Gjadër, la population était alors de 438 personnes, dont 388 catholiques et 50 musulmans.
En 2023, l'Italie et l'Albanie concluent un accord selon lequel les migrants secourus en Méditerranée par des navires italiens seront emmenés en Albanie jusqu'à ce que leurs demandes d'asile soient traitées par l'Italie. Après avoir été enregistrés dans le port de Shëngjin, les migrants sont enfermés dans un camp situé sur l'ancienne base aérienne militaire. En octobre 2024, le ministère italien de l'Intérieur ouvre l'ensemble du dispositif. Jusqu'à 3 000 réfugiés peuvent être hébergés dans le camp, soit dans les bâtiments de la base aérienne vides depuis des décennies, soit le long de la piste,.

## Personnalités liées à Gjadër
- Gjon Gazuli (en), ambassadeur de Skanderbeg